# Kōta Kudō
Kōta Kudō (japanisch 工藤 孝太 Kudō Kōta; * 13. August 2003 in der Präfektur Wakayama) ist ein japanischer Fußballspieler.

## Karriere

### Verein
Kōta Kudō erlernte das Fußballspielen in der Jugend der Urawa Red Diamonds. Hier unterschrieb er am 13. Mai 2021 seinen ersten Vertrag. Der Verein aus Urawa-ku spielte in der ersten Liga. 2021 kam er einmal im Ligapokal zum Einsatz. 2022 bestritt er ein Spiel in der AFC Champions League. In der Liga kam er jedoch nicht zum Einsatz. Am 1. Februar 2023 wechselte er auf Leihbasis zum Zweitligaaufsteiger Fujieda MYFC. Sein Zweitligadebüt gab Kudō am 17. Mai 2023 (16. Spieltag) im Heimspiel gegen Júbilo Iwata. Bei der 0:1-Heimniederlage wurde er in der 72. Minute für Keisuke Ogasawara eingewechselt. Für Fujieda bestritt er sechs Ligaspiele. Die Saison 2024 wurde er an den J3-League Drittligisten Giravanz Kitakyūshū verliehen. Für den Verein aus Kitakyūshū bestritt er 36 Ligaspiele. Hierbei erzielte er zwei Treffer. Der Erstligist Fagiano Okayama lieh ihn die Saison 2025 aus.

### Nationalmannschaft
Kōta Kudō spielte 2022 zweimal in der japanischen U20-Nationalmannschaft.